# Linux Game Publishing
Linux Game Publishing (інколи пишеться LGP) — підприємство, що розробляє комп'ютерне програмне забезпечення. Розташоване у місті Нотінґем у Великій Братанії. Головним заняттям компанії є портування високоякісних комп'ютерних ігор на операційну систему лінукс.
Підприємство засновано 2001 року Майклом Сімсон з отриманої у спадок частини від іншого підприємства Loki Software, що також розробляло програмне забезпечення.

## Готові розробки Linux Game Publishing
- Creatures: Internet Edition
- MindRover: The Europa Project
- Candy Cruncher
- Majesty: Gold Edition
- NingPo MahJong
- Hyperspace Delivery Boy!
- Software Tycoon
- Postal²: Share The Pain
- Soul Ride
- X²: The Threat
- Gorky 17
- Cold War
- Knights and Merchants
- Ballistics[en]

## Поточні проекти
- Disciples II: Dark Prophecy, у розробці із 2002
- Bandits: Phoenix Rising, у розробці із 2003
- X³: Reunion, у розробці із 2006

## Ресурси тенет
- Офіційний майданчик тенет Linux Game Publishing [Архівовано 1 лютого 2009 у Wayback Machine.]